# 사토 슌
사토 슌(일본어: 佐藤 隼, 1997년 3월 6일~)는 일본의 축구 선수이다.

## 구단 경력
그는 2016년 J3리그의 후지에다 MYFC에 입단했다. 2017년 리그 데뷔했다. 2019년 일본 풋볼 리그의 스즈카 언리미티드 FC로 이적했다. 2020년부터 2022년까지 일본 지역 리그의 베로스크로노스 쓰노와 BTOP 홋카이도에서 뛰었다. 2023년 일본 풋볼 리그의 베르스파 오이타로 이적했다. 2024년까지 32경기에 출전. 2025년 J2리그의 오이타 트리니타로 이적했다.